# L'Homnivore
L'Homnivore : le goût, la cuisine et le corps est un essai anthropologique et sociologique du chercheur français Claude Fischler paru en 1990 aux éditions Odile Jacob. Ouvrage d'anthropologie de l'alimentation, il obtient un prix de l'Académie des sciences morales et politiques en 1992. Réédité en français à deux reprises depuis, en 1993 et 2001, il a été traduit en italien en 1992 et en espagnol en 1995 et constitue aujourd'hui un classique de sa discipline.

## Histoire éditoriale

### En français
- L'Homnivore : le goût, la cuisine et le corps, Éditions Odile Jacob, Paris, 1990, 414 pages  (ISBN 978-2738101013).
- L'Homnivore : le goût, la cuisine et le corps, Éditions du Seuil, coll. Points, Paris, 1993, 440 pages  (ISBN 978-2020199612).
- L'Homnivore : le goût, la cuisine et le corps, Éditions Odile Jacob, Paris, 2001, 440 pages  (ISBN 978-2738109378).

### Dans d'autres langues
- (it) L'onnivoro : il piacere di mangiare nella storia e nella scienza, Mondadori, Milan, 1992, 358 pages  (ISBN 978-8804349624).
- (es) El (h)omnívoro : el gusto, la cocina y el cuerpo, trad. Mario Merlino, Anagrama, Barcelone, 1995, 421 pages  (ISBN 978-8433913982).